# Christoph Heinrich Kniep
Christoph Heinrich Kniep (Hildesheim, 1755 – Nápoly, 1825) német grafikus.

## Élete

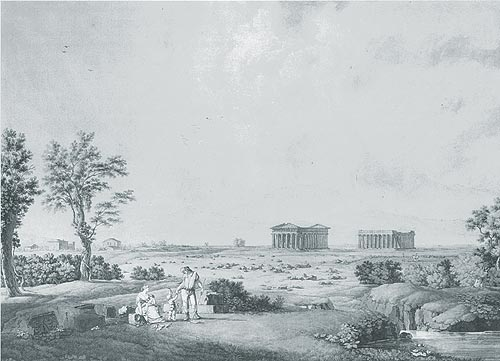
Templom Paestumban

Előbb portrékat rajzolt. 1781-ben Itáliába utazott és ott elsősorban élethű rajzokat készített, valamint tájképeket. Ismertté válását annak köszönheti, hogy Johann Wolfgang von Goethe útitársa volt az ő itáliai utazásán (1787) Nápolytól Szicíliáig. Johann Heinrich Wilhelm Tischbein, Goethe barátja ajánlotta őt be. Miután Goethe visszaútjában elváltak egymástól Kniep Nápolyban maradt.
Mivel mind Goethétől, mind Knieptől ceruzarajzok, vörös okker rajzok, szépiarajzok és akvarellek ránk maradtak, így össze tudjuk hasonlítani ezek minőségét. Goethe maga úgy látta, hogy míg ő sematizálja a tájképeket, addig Kniep pontosan megrajzolta azokat. Kettejük ábrázolásmódjának tényleg ez a legprecízebb megfogalmazása. Kniep tájképei, épületképei – köztük Paestum és Pompeii – rendkívül részletgazdagok, így mindenképp elérik a régészeti dokumentumoktól elvárható szintet.
Tischbein ismerte Kniep hibáit, aki bár igen gondosan dolgozott, de nagyon lassan és hajlott a flegmára. Ezen túl munkáit oly mértékben értékük alatt adta el, hogy üzleti érzéke nyilvánvalóan hiányzott. Épp emiatt aztán nem is volt jómódú. Goethe maga is egyrészt szellemi adottságai , másrészt irodalmi képzettsége okán kevésbé becsülte, mint Jakob Philipp Hackert, akinek a biográfiáját megírta.  Kniep rajzait viszont nagyra értékelte és dicsérte.

## Fordítás
- Ez a szócikk részben vagy egészben  a   Christoph Heinrich Kniep című német Wikipédia-szócikk ezen változatának fordításán alapul.  Az eredeti cikk szerkesztőit annak laptörténete sorolja fel. Ez a jelzés csupán a megfogalmazás eredetét és a szerzői jogokat jelzi, nem szolgál a cikkben szereplő információk forrásmegjelöléseként.